# Juho Mäkelä

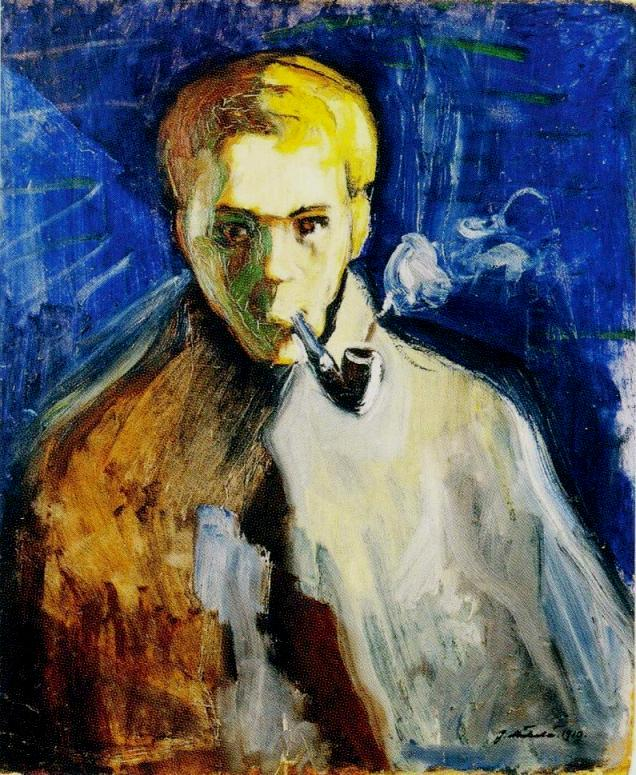
Juho Mäkelä i självporträtt (1910).

Johan (Juho) Isak Mäkelä, född 23 september 1885 i Uleåborg, död där 2 september 1943, var en finländsk målare, medlem av Novembergruppen och ordförande för Österbottniska konstnärsförbundet 1941–1943.
Mäkelä studerade 1904–1907 vid Finska Konstföreningens ritskola och ställde ut första gången 1907. Han är känd särskilt för sina landskapsmålningar bland annat med ensamma träd, gråtonade akvareller, som han hade fått inspiration till under sina resor till England, och många porträtt.
Mäkelä tillhörde sedan 1927 rosenkreuzarna och hans teosofiska läggning avspeglas i hans konst, bl.a. i akvarellerna i form av panteistiska naturmotiv, i ljuset, sol- och molnskildringar eller symboler såsom broar, regnbågar och träd, vilka även tolkats som ett slags självporträtt. Hans målningar kunde även väcka uppståndelse, såsom ett modernistiskt självporträtt med pipa från 1910, och ett stilleben med spritbutelj och glas. Efter dem avstod Mäkelä 1915 helt från oljemåleriet och ägnade sig uteslutande åt sina akvareller. Han verkade även vid Salomo Wuorios måleriföretag, känt bl.a. som tillverkare av glasmålningar.